# Pascale Christophe
Pascale Brouillard, dite Pascale Christophe, est une actrice française née le 20 février 1957 à Paris et morte dans cette même ville le 3 mars 1983.

## Biographie
Pascale Christophe, née Pascale Claude Brouillard, le 20 février 1957 à Paris 10e et morte le 3 mars 1983 à Paris 6e, est une actrice française ayant tourné dans 43 films et téléfilms. Née d'une mère travaillant dans le monde du cinéma, elle grandit à Argenteuil tout en tournant pour le cinéma dès sa toute jeune enfance.
Pascale Christophe met fin à ses jours en 1983, âgée de 26 ans.

## Filmographie

### Cinéma
- 1969 : Goto, l'île d'amour de Walerian Borowczyk (sous son nom, Pascale Brouillard)
- 1974 : Piaf de Guy Casaril
- 1974 : Contes immoraux de Walerian Borowczyk
- 1976 : Le Tigre du ciel (Aces High) de Jack Gold
- 1978 : On efface tout de Pascal Vidal
- 1979 : Les Héroïnes du mal de Walerian Borowczyk

### Télévision
- 1968 : Les Grandes Espérances de Marcel Cravenne
- 1975 : Marie-Antoinette de Guy Lefranc
- 1976 : Adios, mini-série réalisée par André Michel
- 1977 : Barry, le chien des Alpes de Frank Zuniga
- 1981 : Jules Ferry de Jean Dewever
- 1981 : Les Enquêtes du commissaire Maigret d'Yves Allégret (série télévisée), épisode : Une confidence de Maigret